# Círculo Mallorquín
Tradicionalmente se ha definido el Círculo Mallorquín como una sociedad recreativa-cultural fundada en 1851, al servicio de la alta burguesía y la aristocracia local. 
Su edificio original (la sede actual del Parlamento de las Islas Baleares) era el lugar donde los asociados participaban en tertulias, jugaban a cartas y disfrutaban de una biblioteca suscrita a un gran número de diarios y revistas.
Entre las grandes fiestas que han tenido por marco los salones del Círculo, debe mencionarse el gran baile organizado en honor de SS.MM. la Reina Isabel II y su esposo Don Francisco de Asís, en 1860.

## Antecedentes históricos
El primer centro de estas características que hubo en Palma fue el Casino Palmesano. Fue fundado en 1840, se encontraba en la calle San Felio, en el edificio de Can Burgues, concretamente en un lateral que hacía esquina con la calle Montenegro. Meses después, en la misma calle, se fundó la Asociación Patriótica Balear, que muy pronto su presidente, Felipe de Puigdorfila, antes Fuster, propuso cambiar su denominación por la de Casino Balear. Tenía su sede en uno de los pisos de Can O’Ryan (edificio que hasta hace pocos años tuvo en su planta baja el cine Rialto). Tanto para ser socio del Casino Balear como del Palmesano se debía pertenecer a la aristocracia. Un aspirante a socio debía someterse a la inspección minuciosa de sus apellidos para poder ser admitido en dichas sociedades. Especialmente exigente era el Casino Palmesano, que popularmente era conocido como el Casino dels cavallers. 
Ante esta situación, un grupo de personas decidió fundar otra sociedad, la cual no fuese tan exigente con la genealogía de sus socios. Así nació el Liceo Mallorquín, que enseguida cosechó grandes éxitos gracias a las corales y conciertos que organizaba. Muy pronto el Liceo aumentó considerablemente su número de socios, incluso buena parte de la sección filarmónica del exigente Casino Palmesano se pasó al Liceo, anteponiendo así su pasión por la música a sus preocupaciones estamentales.

## Fundación
En 1846 varios socios del Casino Balear, con el deseo de obtener un local propio y poder abandonar el de Can O’Ryan, propusieron la compra de unos solares ubicados en parte de la inmensa explanada que se había producido con el derribo del antiguo convento de Santo Domingo. Después de dos años de gestiones, se realizó la compra y días después se encargó el proyecto del edificio al arquitecto Antonio Sureda y Villalonga, proyecto que se comenzó a ejecutar poco tiempo después. No fue fácil afrontar los importantes gastos que supuso ese nuevo y ambicioso reto. En 1851 un suceso vino a reforzar la institución. 
Los socios del Casino Balear propusieron la unión con la asociación del Liceo Mallorquín. El 25 de agosto de 1851, el presidente del Liceo, Pedro Le Senne y el presidente del Casino, Agustín Sorá, formalizaron la unión de ambas entidades. Nacía así el Círculo Mallorquín presidido por Fernando Cotoner, con vocación de aglutinar la vida social palmesana; convirtiéndose en una institución clave en la vida profesional y particular de los mallorquines y en uno de los clubs privados de mayor tradición en España.

### Primera Junta Directiva
- Presidente: Sr. Don Fernando Cotoner y Chacón, I marqués de la Cenia, (GE).

- Vicepresidente: Sr. Don José Villalonga y Aguirre.

- Contador: Sr. Don Gabriel Reus.

- Vice-contador: Sr. Don Gaspar Fernando Coll.

- Tesorero: Sr. Don Manuel Mayol.

- Secretario: Sr. Don Miguel Ignacio Capó.

- Vicesecretario: Sr. Don Joaquín Maria Bover.